# Пиранский залив
Пиранский залив (словен. Piranski zaliv хорв. Piranski zaljev или хорв. Savudrijska vala, итал. Baia di Pirano) — залив, располагающийся в северной части Адриатического моря, является частью южной оконечности залива Триеста.
Залив был назван в честь города Пиран. Берега залива делятся между Хорватией и Словенией. Залив Пирана отделяется линией, соединяющей Мыс Савудрии на юге с мысом Мадоны на севере, и составляет около 19 км². С 1990-х годов название залива Савудрия используется в Хорватии.
На восточном Словенском побережье залива расположен город Пиран, Порторож и Луция. На южном побережье Хорватии располагаются туристические лагеря Црвени-Врх и Канегра, построенные в 1980-х годах. Главной рекой, впадающей в залив является Драгонья. Вдоль устья Драгонья находятся Сечовельские соляные озёра, площадь которых составляет 650 гектаров.
Площадь залива была театром военных действий в пограничном споре на земле и на море между Словенией и Хорватией. После Второй мировой войны площадь от Триеста на севере и до реки Мирна на юге была частью Свободной территории Триест. В 1954 году территория была условно разделена между Италией и Югославией; разделение было окончательно закреплено договором в Осимо в 1975 году. Первый проект делимитации лёг в основу предложений обеих стран (Словении и Хорватии) после обретения независимости обеими в 1991 году. Словения предложила установить границы в заливе Пирана исходя из положения города Пиран. Словения изменила проект в следующем году, объявив весь залив своей собственностью 5 июня 1992 года. С тех пор Словения продолжает настаивать на этой позиции.
Название «Залив Савудрии» изначально использовался в качестве названия для части залива. В 2000 году он вошёл в употребление в качестве названия для целого залива местными хорватскими рыбаками и был быстро принят сперва хорватскими журналистами, затем местными органами власти, и, наконец, на государственном уровне, что привело к его появлению в официальных картах. Такие действия противоречат сложившейся практике определения географических названий и видятся словенскими властями как попытку установить исторические связи с бухтой для усиления позиции в споре. Другое название «Бухта Драгония» было введено в Хорватии, но не получил широкое применение.